# Geschichten aus dem Wienerwald (1964)
Geschichten aus dem Wienerwald ist eine Fernsehfilm-Adaption des gleichnamigen Theaterstücks von Ödön von Horváth. Die deutsch-schweizerische Koproduktion unter der Regie von Michael Kehlmann entstand 1964.

## Handlung
Die Handlung des Films folgt der literarischen Vorlage:
Marianne arbeitet im Spielzeugladen ihres Vaters Leopold, bekannt als der Zauberkönig. Sie ist verlobt mit ihrem Nachbarn, dem Fleischer Oskar, den sie jedoch nicht liebt. Bei einem Picknick an der Donau soll die Verlobung gefeiert werden. Dort tauchen auch Alfred, ein Kunde aus dem Laden, und die Trafikantin Valerie auf. Marianne verliebt sich in Alfred und kündigt sofort die Verlobung mit Oskar. Später zieht sie mit Alfred zusammen und wird von ihrem Vater verstoßen. Die beiden leben in Armut und bekommen ein uneheliches Kind.
Alfred ist ein Hallodri ohne feste Arbeit, der vom Glück bei Pferdewetten lebt, was Marianne aber aus moralischen Gründen ablehnt. Seine Leidenschaft für Marianne ist inzwischen abgekühlt, und damit sie für beide Geld verdienen kann, gibt er das Kind (das nach seinem Großvater Leopold benannt ist) zu seiner Mutter und seiner Großmutter, die auf dem Land in der Wachau leben. Marianne durfte nie einen Beruf lernen, durch die Vermittlung von Ferdinand, einem Freund Alfreds, bekommt sie aber eine Stelle als Tänzerin in einem Nachtlokal.
Eines Nachts tritt Marianne dort fast unbekleidet auf die Bühne – und ihr Vater sitzt im Publikum, der vor Schreck einen Herzanfall bekommt. Nach der Vorstellung versucht sie sich gegenüber ihrem Vater zu verteidigen und ihm ihre Lage zu erklären: Sie sei wieder von Alfred getrennt und habe keine andere Möglichkeit, für sich und ihr Kind zu sorgen. Sie habe sogar schon an Prostitution gedacht, sich dazu aber nicht überwinden können. Ein Freund ihres Vaters, der aus Amerika nach Wien zurückgekehrte Mister, bietet ihr Geld für sexuelle Dienste an, was sie aber ablehnt. Daraufhin behauptet er, sie habe ihn bestehlen wollen, und bringt sie wegen Diebstahls vor Gericht.
Alfreds Mutter kümmert sich um den kleinen Leopold, während die bösartige und sittenstrenge Großmutter eigentlich dagegen war, ihn ins Haus zu nehmen, zumal sie Alfreds uneheliche Beziehung ablehnt und Marianne für moralisch verwahrlost hält. Eines Nachts stellt sie Leopolds Kinderwagen ans offene Fenster, und bald darauf erkältet er sich.
Mariannes alter und kranker Vater kann ohne ihre Hilfe den Spielzeugladen nicht mehr weiter führen und will ihn schließen. Valerie kann ihn aber überzeugen, Marianne zu verzeihen und sie wieder bei sich aufzunehmen. Und sogar Oskar ist immer noch bereit, sie zu heiraten – trotz ihres (aus seiner Sicht) unmoralischen Verhaltens. Und da Marianne auch Alfred verzeihen kann, scheint alles ein gutes Ende zu nehmen: Fröhlich und versöhnt reisen alle fünf – Leopold, Marianne, Oskar, Alfred und Valerie – in die Wachau und erfahren dort, dass der kleine Leopold an einer Erkältung gestorben ist. Marianne ahnt die Schuld der Großmutter und muss zurückgehalten werden, um die alte Frau nicht anzugreifen. Sie weiß, dass sie keine andere Option mehr hat als eine Ehe mit dem ungeliebten Oskar. Innerlich gebrochen lässt sie sich von ihm küssen und wegführen.

## Produktion
Der Film ist eine Fernseh-Adaption einer Inszenierung des Stücks durch das Schauspielhaus Zürich die dort am 30. April 1964 Premiere hatte. Das Bühnenbild stammte von Teo Otto. Die Koproduktion zwischen dem Bayerischen Rundfunk und dem Schweizer Fernsehen wurde am 8. Oktober 1964 im deutschen Fernsehen zum ersten Mal ausgestrahlt.